# Stade Mario-Alberto-Kempes
Le stade Mario-Alberto-Kempes (anciennement stade olympique Chateau Carreras ou stade de Córdoba) est un stade argentin se trouvant à Córdoba et ayant trois clubs résidents : Club Atlético Talleres (D1 argentine), Instituto Atlético Central Córdoba (D2 argentine) et Club Atlético Belgrano (D2 argentine).
Construit en 1976, pour une  capacité de 46083 spectateurs, et rénové en 2011 pour la Copa América, le stade possède une capacité de 57 000 spectateurs.

## Histoire
Il accueillit des matchs du premier tour (RFA-Mexique, RFA-Tunisie, Pérou-Écosse, Écosse-Iran et Pérou-Iran) ainsi que du second tour (Autriche-Pays-Bas, Pays-Bas-RFA et Autriche-RFA) de la Coupe du monde de football de 1978.
Il accueillit aussi tous les matchs du groupe B et une demi-finale (Chili-Colombie) de la Copa América 1987.
La Coupe du monde de football des moins de 20 ans s'y déroula aussi (matchs du groupe B, un quart-de-finale et une demi-finale).
Ce stade a aussi servi dans un autre sport, le rallye. Il accueillit en 2006 et en 2007 le rallye d'Argentine comptant pour le championnat du monde des rallyes.
Il accueille la finale de la Copa Sudamericana 2020 entre le CA Lanús et Defensa y Justicia.

## Concerts
Le stade accueille régulièrement des concerts (liste non exhaustive) :
- Gloria Gaynor (1978) ;
- Roxette (1992) ;
- Peter Gabriel et Bon Jovi (1993) ;
- Aerosmith (1994) ;
- Ricky Martin (1995) ;
- Los Fabulosos Cadillacs (2008) ;
- Shakira (2011) ;
- Madonna (2012) ;
- No Te Va Gustar et Justin Bieber (2013) ;
- Iron Maiden et Paul McCartney (2016).